# King Edward's Funeral (film 1910 Vitagraph)
King Edward's Funeral è un cortometraggio muto del 1910. Il nome del regista non viene riportato nei credit del film, un documentario girato a Londra il 20 maggio durante i solenni funerali di Edoardo VII.

## Produzione
Il film fu prodotto dalla Vitagraph Company of America.

## Distribuzione
Distribuito dalla Vitagraph Company of America, il film - un documentario di 203 metri - uscì nelle sale cinematografiche statunitensi il 28 maggio 1910.